# عبدالرحمن بن مساعد
عبدالرحمن بن موسی بن عبدالعزیز آل سعود، شاهزاده و شاعر سعودی و رئیس باشگاه الهلال عربستان از سال ۲۰۰۸ تا فوریه ۲۰۱۵ بوده‌است. شاهزاده عبدالرحمن بن مساعد در سال ۱۳۸۷ هجری قمری منطبق با ۱۹۶۷ متولد شد. وی یکی از فرزندان شاهزاده موسی بن عبدالعزیز آل سعود است